# Sartre, años de pasión
 Sartre, años de pasión (Sartre, l'ade des passions en  francés) es un telefilme realizado por Claude Goretta, dividido en dos episodios de 95 min, en colaboración con France 2. Narra la vida del filósofo y escritor francés Jean-Paul Sartre junto a su eterna compañera Simone de Beauvoir, en medio de la rebelión en Argelia, la oposición en contra de De Gaulle y su vida amorosa, pasando por su visita a Cuba y Rusia y sus manifestaciones políticas.

## Sinopsis

### 1.ª parte
Sartre, metido de lleno en la política de Charles de Gaulle respecto a Francia y Argelia, es considerado uno de los intelectuales más influyentes de Europa, cuyas intenciones políticas se refieren siempre antifascistas. Sus manifestaciones en contra de las políticas antigaullistas desencadenan toda una revuelta social, en la que estuvo activamente comprometido tal como la revuelta estudiantil del Mayo Francés de 1968. Además, comparte a sus allegados conceptos clave de su filosofía existencialista, como su teoría de la libertad.

### 2.ª parte
El filósofo francés llega a Cuba acompañado por Simone de Beauvoir, quienes conocen a Fidel Castro y a Che Guevara, y para admiración de los revolucionarios, Sartre comprende y analiza muy bien lo que Cuba vive después de la guerra con Batista, entiende la revolución y admite estar contagiado por la energía revolucionaria de la isla. Sartre regresa a Francia y enfrenta otro conflicto social, numerosas manifestaciones, la guerra con Argelia, la Guerra de los Seis Días, el antisemitismo y las firmas de los intelectuales a favor de ellos. Sartre tiene tanto adeptos como gente que está en su contra. Habla de literatura, de política, su voz es escuchada tanto en el parlamento francés como en la nación y el extranjero. Viaja a Rusia, donde sucumbe ante el amor, que encuentra en su traductora personal. Entonces se encuentra en una línea divisoria, su felicidad o la continuación de sus ideales filosóficos para sanar y curar un mundo enfermo, imperfecto y lleno de heridas. Finalmente, Sartre es nominado ganador del premio Nobel de literatura el año 1964 que, por motivo de su pensamiento existancialista, este lo rechazaría.

## Reparto
- Denis Podalydès: Jean-Paul Sartre
- Anne Alvaro: Simone de Beauvoir
- Maya Sansa: Carla
- Federico Gorny: Frédéric
- Elisabeth Vitali: Sylvie Regnier
- Nino Kirtadze: Lena Zonin
- Aurélien Recoing: Raymond Aron
- François Aramburu: Claude L.
- Emmanuel Salinger: Jacques-Laurent B.
- Alexandre Arbattes: El escritor ruso
- Mathieu Delarive: Jean-Jacques Servan-Schreiber
- Alexandre de Marco: Francois Gray
- Gilles Gaston-Dreyfus: Elie Kagan
- Jamil Jaled: Fidel Castro
- Julio A. Quesada: Che Guevara
- Jan-Jacques Le Vessia: Francis Jeanson
- Alexis Loret: Bernard
- Javier Cruz: Juan Arcocha